# Calanthe sylvatica
Calanthe sylvatica (Thouars) Lindl., 1833 è una pianta della famiglia delle Orchidacee, diffusa in Africa.